# Cydia glandicolana
Cydia glandicolana là một loài bướm đêm thuộc họ Tortricidae. Loài này có ở Trung Quốc (đông bắc, Huapei, phía tây bắc, Huantung), bán đảo Triều Tiên, Nhật Bản và Nga (Amur).
Sải cánh dài 14–20 mm. Con trưởng thành bay vào tháng 7 và tháng 8 ở Viễn Đông thuộc Nga và vào tháng 8 và tháng 9 tại Nhật Bản và Triều Tiên. Có một lứa một năm.
Ấu trùng ăn Castanea mollitissima, Quercus mongolica, Quercus dentate và Quercus serrata.